# Estadística multivariante
La estadística multivariante o multivariada es una rama de las estadísticas que abarca la observación y el análisis simultáneos de más de una variable respuesta. La aplicación de la estadística multivariante es llamada análisis multivariante.
La estadística multivariante trata de comprender los diferentes objetivos y antecedentes de cada una de las diferentes formas de análisis multivariante y cómo se relacionan entre sí. La aplicación práctica de la estadística multivariante a un problema particular puede involucrar varios tipos de análisis univariados y multivariados para comprender las relaciones entre las variables y su relevancia para el problema que se está estudiando.
Además, las estadísticas multivariadas se refieren a las distribuciones de probabilidad multivariadas, en términos de:
- cómo se pueden utilizar para representar las distribuciones de datos observados;
- cómo se pueden utilizar como parte de inferencia estadística, particularmente cuando varias cantidades diferentes son de interés para el mismo análisis.

Ciertos tipos de problemas que involucran datos multivariados, como por ejemplo, la regresión lineal simple y la múltiple,  generalmente no se consideran casos especiales de estadística multivariada porque el análisis se trata considerando la distribución (univariada) condicional de una única variable respuesta dadas las otras variables.

## Tipos de análisis
Existen diferentes modelos y métodos, cada uno con su tipo de análisis:
1. Métodos de Dependencia:
  1. Un estudio de la regresión nos permite averiguar hasta que punto una variable puede ser prevista conociendo otra. Se utiliza para intentar predecir el comportamiento de ciertas variables a partir de otras, como por ejemplo los beneficios de una película a partir del gasto en marketing y del gasto en producción.
  2. El análisis de la correlación canónica intenta analizar la posible existencia de relación entre dos grupos de variables.
  3. Un análisis discriminante nos puede dar una función discriminante que puede ser utilizada para distinguir entre dos o más grupos, y de este modo tomar decisiones.
  4. Un análisis multivariante de la varianza (MANOVA), extendiendo el análisis de la varianza (ANOVA), cubre los casos en los que se conozca la existencia de más de una variable dependiente sin poderse simplificar más el modelo.
  5. La regresión logística permite la elaboración de un análisis de regresión para estimar y probar la influencia de una variable sobre otra, cuando la variable dependiente o de respuesta es de tipo dicotómico.
2. Métodos de Interdependencia:
  1. El análisis de los componentes principales procura determinar un sistema más pequeño de variables que sinteticen el sistema original.
  2. El análisis clúster clasifica una muestra de entidades (individuos o variables) en un número pequeño de grupos de forma que las observaciones pertenecientes a un grupo sean muy similares entre sí y muy disimilares del resto. A diferencia del Análisis discriminante se desconoce el número y la composición de dichos grupos.
  3. La iconografía de las correlaciones.
3. Métodos Estructurales:
  1. Los modelos de ecuaciones estructurales analizan las relaciones existentes entre un grupo de variables representadas por sistemas de ecuaciones simultáneas en las que se suponen que algunas de ellas (denominadas constructos) se miden con error a partir de otras variables observables denominadas indicadores. Los modelos utilizados constan, por lo tanto, de dos partes: un modelo estructural que especifica las relaciones de dependencia existente entre las constructos latentes (Componente Estructural) y un modelo de medida que especifica como los indicadores se relacionan con sus correspondientes constructos (Componente de Medición o Medida).

## Historia
El libro de Anderson de 1958, Una introducción al análisis multivariado, educó a una generación de estadísticos teóricos y aplicados; el libro de Anderson enfatiza la prueba de hipótesis por medio de pruebas de cociente de verosimilitud y las propiedades de las funciones de potencia.